# Rezolucja Zgromadzenia Ogólnego ONZ nr 500
Rezolucja Zgromadzenia Ogólnego ONZ nr 500 została przyjęta 18 maja 1951 r.
Zgromadzenie zaleciło w niej, aby wszystkie narody nałożyły embargo na handel bronią, amunicją, sprzętem wojennym, środkami do ich produkcji, materiałami rozszczepialnymi, ropą naftową i produktami o znaczeniu strategicznym na obszary znajdujące się pod kontrolą Chińskiej Republiki Ludowej i Korei Północnej.